# Schorsdwergspin
De schorsdwergspin (Moebelia penicillata) is een spinnensoort in de taxonomische indeling van de hangmatspinnen (Linyphiidae).
Het dier behoort tot het geslacht Moebelia. De wetenschappelijke naam van de soort werd voor het eerst geldig gepubliceerd in 1851 door Westring.